# Cicurina jiangyongensis
Cicurina jiangyongensis is een spinnensoort in de taxonomische indeling van de kaardertjes (Dictynidae).
Het dier behoort tot het geslacht Cicurina. De wetenschappelijke naam van de soort werd voor het eerst geldig gepubliceerd in 1996 door Peng, Gong & Joo-Pil Kim.